# West Hampton Dunes
West Hampton Dunes – wieś w Stanach Zjednoczonych, w stanie Nowy Jork, w hrabstwie Suffolk, nad Oceanem Atlantyckim.